# Nir Davidovich
Nir Davidovich (* 17. Dezember 1976 in Haifa) ist ein israelischer ehemaliger Fußballtorhüter. Von 1985 bis 2013 spielte er für Maccabi Haifa und 50 mal im Nationalteam.

## Sportliche Karriere
Davidovich wuchs in einer Familie von Holocaust-Überlebenden auf. Sein Vater, Benjamin, spielte in den 1950er-Jahren für Maccabi Haifa. Im Alter von neun Jahren trat Davidovich Jugend von Maccabi Haifa bei. Eigentlich wollte er Stürmer spielen, doch auf den Rat seines Vaters wurde er Torhüter. Er durchlief die Stufen vom U-17-Nationalteam bis zu den Senioren.
Am 4. November 1995 stand Davidovich im Spiel gegen Beitar Jerusalem, das 1:1 endete, zum ersten Mal hinter den Pfosten von Maccabi Haifa. Trotzdem blieb er den Rest der Saison auf der Bank, nicht zuletzt, da Rafi Cohen der eigentliche Stammtorhüter war.
Am Ende der Saison verließ Rafi Cohen Haifa. Davidovich bekam nicht die heißersehnte Position, sondern Boni Ginzburg wurde vom damaligen Coach Giora Spiegel bevorzugt. Eine Sache, die Davidovich nur schwer verdaut hatte. In der Saison 1996 spielte Ginzburg eine schlechte Saison, sodass Davidovich erstmals eine richtige Chance bekam. Besonders auszeichnen konnte sich Davidovich im „legendären“ Spiel gegen Hapoel Petach Tikva, in dem nicht weniger als drei Haifa-Spieler vom Platz verwiesen wurden. Das Spiel endete 0:0. Trotzdem hatte Haifa in der Liga enttäuscht, und Trainer Spiegel verließ den Verein. Nun stand Davidovich vermehrt im Tor, unter anderem im Finale des israelischen Pokals gegen Hapoel Jerusalem. In der Nachspielzeit verhinderte Davidovich ein sicheres Tor und Maccabi Haifa gewann mit 2:0.
In der Saison 1998/1999 spielte Maccabi Haifa eine großartige europäische Saison im Cup der Pokalsieger. Haifa kam bis in das Viertelfinale. Unter anderem hatte man den damaligen Spitzenverein Paris Saint-Germain aus dem Bewerb geworfen. Vor allem im Spiel in Frankreich, zeigte Davidovich eine tolle Leistung und das Spiel endete 1:1. Im Viertelfinale stand man Lokomotive Moskau gegenüber. Im Spiel in Russland machte Davidovich einen schweren Fehler, indem er einen Freistoß aus 35 Meter ins Tor rollen ließ. Solche Fehler waren der Grund, warum Davidovich ein Torhüter zwischen Genie und Wahnsinn ist.
Bis zur Saison 2000/01 wurde Davidovich von schweren Verletzungen heimgesucht. Unter anderen verletzte er sich an der Schulter und an der Leiste schwer. In der Saison 2000/01 kehrte er ins Tor von Maccabi Haifa zurück und gewann den Meistertitel mit dem damaligen Trainer Avraham Grant und dem heutigen Spieler des FC Liverpool, Yossi Benayoun. In dieser Saison kassierte Davidovich nur 28 Gegentore. Diese Quote gilt heute als die beste Quote in der Geschichte der Ligat ha’Al. Im Spiel gegen Spanien verletzte sich Davidovich schwer, als er mit frontaler Wucht gegen den Pfosten knallte.
Seinen ersten Einsatz in der israelischen Nationalmannschaft bekam Davidovich 1998 im Spiel gegen die Türkei, das Israel mit 4:0 gewann.